# 5239 Рейкі
5239 Рейкі (5239 Reiki) — астероїд головного поясу, відкритий 14 листопада 1990 року.
Тіссеранів параметр щодо Юпітера — 3,301.
Названо на честь Рейкі (яп. れいき(麗樹) рейкі).